# 基什·鲍拉日 (摔跤运动员)
基什·鲍拉日（匈牙利語：Kiss Balázs，1983年1月27日—），匈牙利男子摔跤运动员。他曾代表匈牙利参加2016年夏季奥林匹克运动会摔跤比赛。还曾获得2009年世界摔跤锦标赛男子古典式69公斤级金牌。